# Гай Марций Цензорин (привърженик на Марий)
Гай Марций Цензорин (на латински: Gaius Marcius Censorinus; † 82 пр.н.е.) е политик на Римската република в началото на 1 век пр.н.е.
Произлиза от фамилията Марции и е чичо на Луций Марций Цензорин (консул 39 пр.н.е.).
Гай Марций Цензорин е привърженик на Гай Марий. През 88 пр.н.е. служи като римски Магистър на Монетния двор. Марций нарежда убийството на консула през 87 пр.н.е. Гней Октавий, който е привърженик на Сула, по време на конфронтацията между привържениците на Сула и Марий.
През 82 пр.н.е. e командир и губи в битката против Гней Помпей Магнус при Сенигалия.
След битката при Порта Колина на Стената на Сервий в Рим той е заловен и по нареждане на Сула убит.